# 保罗·伊斯贝里
保罗·伊斯贝里（瑞典語：Paul Isberg，1882年9月2日—1955年3月5日），瑞典前男子帆船运动员。他曾代表瑞典参加1912年夏季奥林匹克运动会帆船比赛，获得10米级金牌。